# Mesorregión del Litoral Sur Paulista
La mesorregión del Litoral Sul Paulista es una de las quince mesorregiones del estado brasileño de São Paulo. Es formada por la unión de diecisiete municipios agrupados en dos microrregiones.

## Microrregiones
- Itanhaém
- Registro